# Ciprian Porumbescu, Suceava
Ciprian Porumbescu este satul de reședință al comunei cu același nume din județul Suceava, Bucovina, România.
Localitatea s-a numit anterior "Stupca", ea fiind fondată în vremuri îndepărtate (anul 1350), dar din documente se amintește de "Stupca" în anul 1546. În anul 1615, voievodul Ștefan Tomșa al II-lea dezlipește satul "Stupca" de la Ocolul Sucevei și îl dăruiește Mănăstirii Solca. Localitatea "Stupca" a fost un sat de apicultori (stupari), denumirea de “Prisaca” dată unei tarlale din câmp existând și în momentul de față. 
În anul 1954, denumirea localității se schimbă din "Stupca" în "Ciprian Porumbescu" (1853-1883), în memoria marelui compozitor român care a copilărit, a compus și a murit în acest sat. 

## Personalități
- Severin Baciu, militar, deputat
- Ciprian Porumbescu, compozitor

 Acest articol despre o localitate din județul Suceava este deocamdată un ciot. Puteți ajuta Wikipedia prin completarea lui.